# SV Hemelingen
El SV Hemelingen es un equipo de fútbol de Alemania que juega en la Regionalliga Nord, una de las ligas que conforman la cuarta división nacional.

## Historia
Fue fundado en el año 1904 en la ciudad de Hemelingen en Bremen con el nombre FC Pfeil Hemelingen, que se fusionó cinco años más tarde con el FC Freundschaft Hemelingen y el Sebaldsbrácker BV para formar el Hemelingen 09. En 1926 pasó a llamarse SC Hemelingen 09 y 1927 SC Grún-Weiá Bremen, que fue disuelto en 1928. Los miembros se unieron a Sportfreunden Hemelingen, fundado en 1928, y en 1937 hubo una fusión con el departamento de deportes de Martin Brinkmann AG para crear al VfL Hemelingen. Después de la Segunda Guerra Mundial en 1945 el VfL se fusionó con el SVGG Hemelingen, el club de natación Triton Hemelingen, el SG Hemelingen, el club de ciclismo de Hemelingen y el Victoria Hemelingen.
El club llegó a jugar en la máxima división por primera vez en 1922 con su ascenso a la Westkreisliga. Con la reorganización de la primera división en 1928 el club estaba en las divisiones inferiores. A partir de 1938 el Hemelingen jugó en la liga del distrito de Bremen. Después de la guerra el club pasó a jugar a la Oberliga Niedersachsen-Nord en la temporada de 1946/47, pero no logró el ascenso a la Oberliga Nord. Mientras estaba en la Landesliga Bremen el SVH ganó el campeonato en 1949. Luego de lograr el ascenso, el equipo sólo pudo conseguir una victoria de 3:1 contra el VfB Oldenburg. En 1951 y 1952, el SVH ganó la Copa de Bremen. En 1954 el equipo se clasificó para el Campeonato Amateur Alemán donde terminó en último lugar de su grupo.
Después de un descenso provisional en la temporada 1959-60 el Hemelinger se convirtió en subcampeón en 1962. Los campeones SV Werder Bremen II no pudieron participar en la ronda de ascensos ante el Oberliga Nord después, en la que el equipo fracasó. En la temporada 1966/67 el Hemelinger se despidió de la primera división de Bremen durante un año. En 1969, el SVH llegó a la ronda de ascenso a la Regionalliga Nord porque los equipos aficionados mejor situados Bremerhaven 93 y SV Werder Bremen no se les permitió participar. A pesar de una victoria por 2-0 sobre el VfB Kiel sólo lograron el tercer lugar. A partir de la década de los años 1970 el SV Hemelingen se convirtió en un equipo yo-yo, que por lo general sólo era capaz de permanecer en la primera división de Bremen durante uno o dos años. Luego el SVH había sido relegado de la Verbandsliga en 1994 y desde entonces pasó entre la Landesliga Bremen y la liga del distrito. El equipo compitió en la Landesliga a partir de 2015, antes de que se mudara a la Bremen-Liga en 2019. En 2022/23 y 2023/24 el equipo de Hemelinger se convirtió en subcampeón. Además, el club llegó a la final de la Copa de Bremen en 2024, que perdió ante el Bremer SV por 0-3. En 2025 el equipo ganó la Bremen-Liga a cuatro días antes del final de la temporada, con una victoria por 3-1 sobre el TS Woltmershausen después de 76 años. El equipo con promedio de edad más joven del Bremen-Liga (media de edad de 23,6 años), en la temporada del campeonato, también llegó de nuevo a la final de la Copa de Bremen contra el equipo Bremen SV que terminó con victoria por 1-0 a través de un gol del Helmdach de Clinton en el minuto 10. Así, por primera vez en la historia de su club, el SV Hemelingen logró el doblete y a la primera ronda de la Copa de Alemania, en la que el equipo del este de Bremen se enfrenta al VfL Wolfsburg de la 1. Bundesliga.
También el club por primera vez jugará en la Regionalliga Nord para la temporada 2025/26.

## Palmarés
- Bremen-Liga: 2

1949, 2025
- Copa de Bremen: 3

1951, 1952, 2025